# بولانیک (چای)
بولانیک (به ترکی استانبولی: Bulanık) یک منطقهٔ مسکونی در ترکیه است که در چای (شهر) واقع شده‌است.